# Amadou Sidibé
Amadou Sidibé (ur. 19 lutego 1986 w Bamako) – malijski piłkarz grający na pozycji obrońcy.

## Kariera klubowa
Sidibé urodził się w Bamako. Piłkarską karierę rozpoczął w klubie Cercle Bamako. Następnie występował w Djoliba AC. W 2004 roku zadebiutował w lidze malijskiej – wywalczył wówczas pierwsze w karierze mistrzostwo kraju, a także zdobył Puchar Mali. W 2007 roku powtórzył ten drugi sukces. W 2008 roku stał się piłkarzem AJ Auxerre.
| Sezon   | Klub       | Kraj    | Rozgrywki | Mecze | Bramki | Rozgrywki Europy   | Mecze | Bramki |
| ------- | ---------- | ------- | --------- | ----- | ------ | ------------------ | ----- | ------ |
| 2008/09 | AJ Auxerre | Francja | Ligue 1   | 1     | 0      | -                  | -     | -      |
| 2009/10 | AJ Auxerre | Francja | Ligue 1   | 0     | 0      | -                  | -     | -      |
| 2010/11 | AJ Auxerre | Francja | Ligue 1   | 10    | 0      | Liga Mistrzów UEFA | 0     | 0      |
| 2011/12 | AJ Auxerre | Francja | Ligue 1   | 12    | 0      | -                  | -     | -      |
| 2012/13 | AJ Auxerre | Francja | Ligue 2   | 15    | 0      | -                  | -     | -      |

## Kariera reprezentacyjna
W 2008 Sidibé został powołany przez selekcjonera Jeana-François Jodara do reprezentacji Mali na Puchar Narodów Afryki 2008.